# Степски смук
Степски смук (лат. Dolichophis caspius) честа је врста смука који насељава Балкан и источну Европу. То је изузетно крупна и снажна змија, једна од највећих у Европи, која може да нарасте до дужине од 200 цм, али јој је просек између 140цм и 160цм, а мужјаци су крупнији од женки. Ова змија спада у неотровне, и превасходно је активна током дана. Врло брза врста, али је исто тако и добар пењач: може се попети и до 7 метара у висину!

## Изглед
Основна боја тела је смеђа или маслинаста, дуж сваке крљушти постоји светлија пруга, те се стиче утисак да змија има беличасте штрафте. Вентрална (трбушна) страна је беличаста или наранџаста, нарочито на вентралној страни главе и врата. Зенице су јој округле, што је такође одлика неотровница.

## Распрострањење
Њен главни регион распрострањења је Балкан, али се такође може наћи и у деловима источне Европе. Државе у којима се ова врста налази су: Албанија, Бугарска, Грчка, Македонија, Србија, Румунија, Хрватска, Босна и Херцеговина, јужни делови Словачке, Турска, Молдова, Црна Гора, јужни делови Русије и Украјине, Казахстан...

## Исхрана
Степски смук се храни малим кичмењацима. Његова исхрану укључује и мале сисаре, гуштере, птице и друге змије. Иако није отрован, степски смук је опасна змија и напада без упозорења.

## Угроженост
На територији Србије носи епитет строго заштићене врсте.
Налази се на Прилогу II Бернске конвенције, а по Међународној унији за заштиту природе (IUCN) спада у категорију последње бриге.